# Graupa

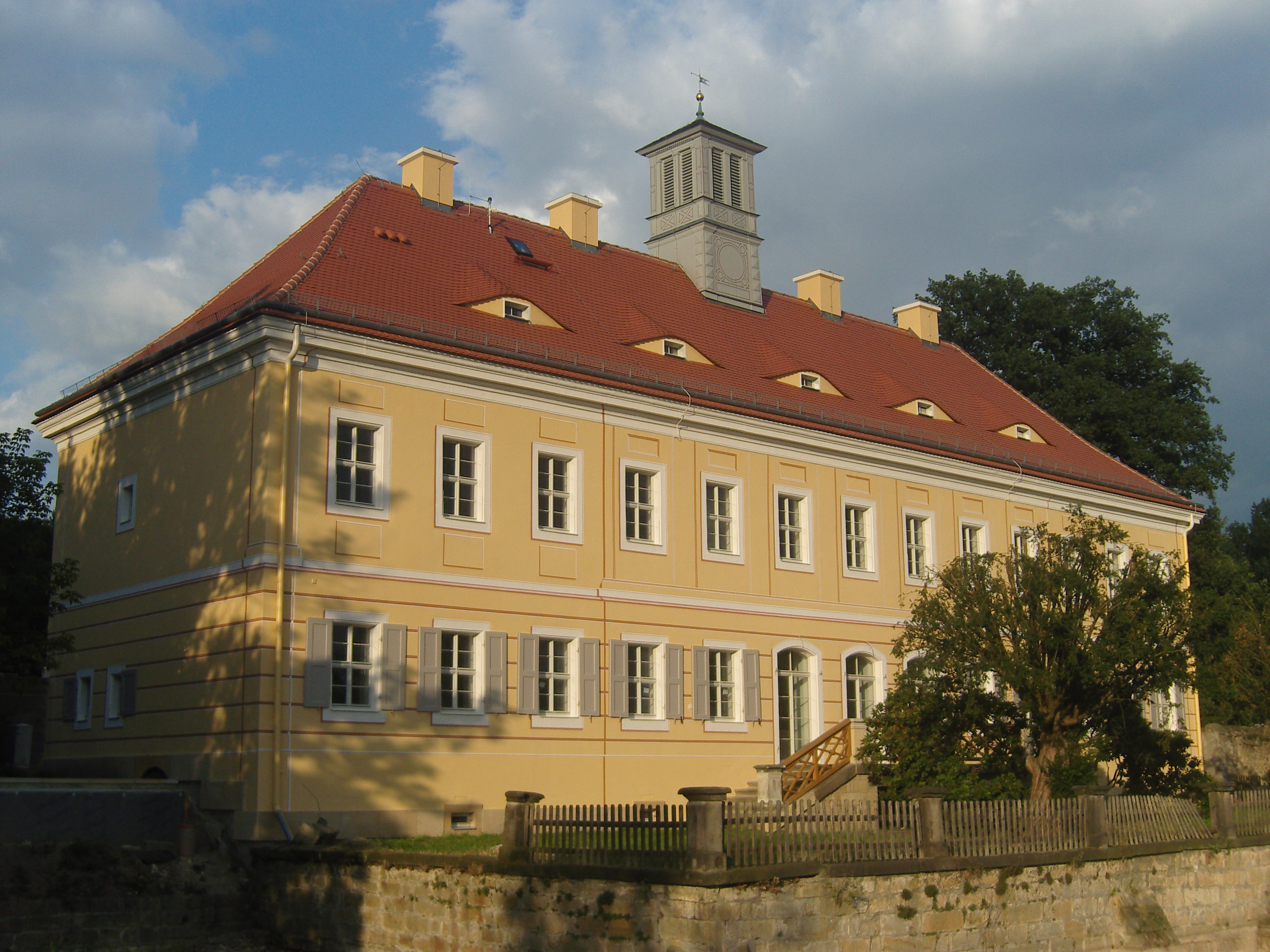
Jagdschloss Graupa

Graupa ist eine rechts von der Elbe und südöstlich von Dresden liegende Ortschaft. Seit dem 1. Januar 1999 ist Graupa ein Stadtteil von Pirna im Landkreis Sächsische Schweiz-Osterzgebirge. Er besteht aus den Teilen Groß- und Klein- und Neugraupa sowie Vorderjessen. Zur Ortschaft Graupa gehört außerdem Bonnewitz.

## Geographie
Durch Graupa fließt der vom Borsberg kommende Graupaer Bach nach Pillnitz zur Elbe. In seinem Lauf nimmt er jenseits der Stadtgrenze den Tiefen Grundbach auf, der durch den Tiefen Grund fließt, ein vom nördlich gelegenen Borsberg bis Kleingraupa zum Teil steil herabführendes Kerbtal.

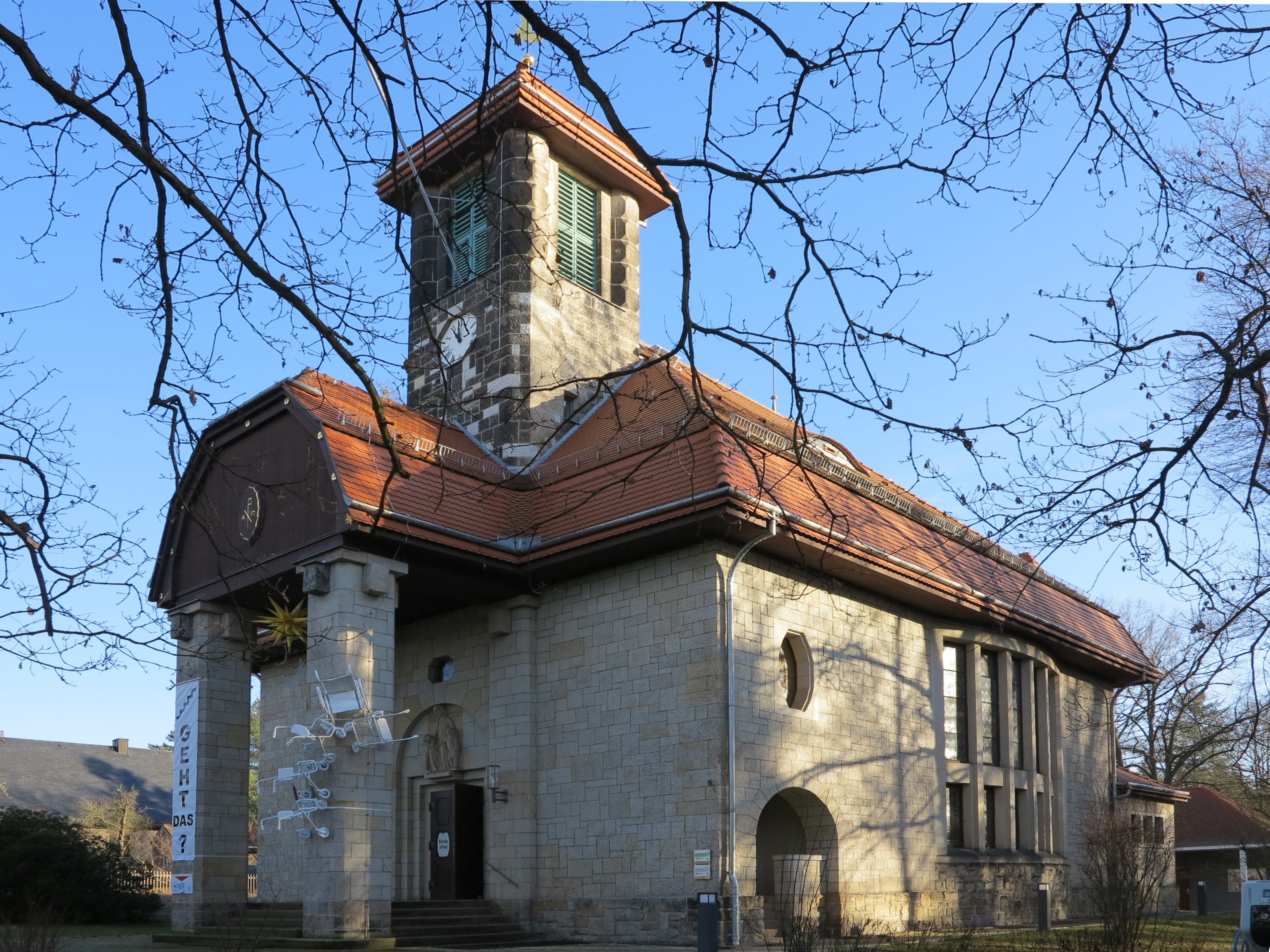
Ev. Kirche in Graupa mit dem charakteristisch niedrigen Turm. Architekt Rudolf Kolbe. Plastik über dem Eingang zur Kirche "Jesus und die Kinder" von Selmar Werner. Die Rollstühle an den Säulen sind eine Werbeaktion für einen behindertengerechten Zugang.

## Geschichte
Graupa wurde 1350 ersterwähnt.
40 der 215 zivilen Opfer des Bombenangriffs auf Pirna am 19. April 1945 wurden in Sammelgräbern auf dem Friedhof Graupa beigesetzt.

## Kultur und Sehenswürdigkeiten
- Sehenswert sind das Jagdschloss, der ehemalige Sitz eines Rittergeschlechts, und sein Park.

Richard-Wagner-Gedenkstätten Graupa
Zu den Richard-Wagner-Stätten Graupa gehören:
- Gutshaus: Das Schäfersche Bauerngut („Lohengrinhaus“) beherbergt seit 1907  ein kleines Museum. Der Komponist Wagner schrieb hier im Sommer 1846 während eines Urlaubs seine Oper Lohengrin.
- Richard-Wagner-Lehrpfad von 2005 mit Panoramatafel von 2006.

Am 18. September 2006 begannen die Bauarbeiten zur Instandsetzung der Richard-Wagner-Stätten, die im Juli 2011 beendet wurden. Das Lohengrinhaus wurde nach Unterlagen von 1917 restauriert. In ihm ist neben dem Sitz des Gaßmeierförderkreises die Wohnung Richard Wagners von 1846 zu besichtigen. Ferner wurden drei Studierwohnungen für Kunststudenten untergebracht.
Das Richard-Wagner-Museum, welches bis 2011 interimsmäßig in der alten Schule untergebracht war, erhielt sein Domizil im benachbarten Jagdschloss. Neben einer Erweiterung und Aufwertung des Museums ist dort ein Saal für etwa 120 Personen und eine kleine Cafeteria entstanden.

## Weiteres
Das Borsbergbad wurde 2001 geschlossen. Ein Grund dafür war, dass die natürlich zulaufende Wassermenge stark abgenommen hatte. Es ist noch eine naturbelassene Teichanlage und ein Hochwasserrückhaltebecken.

## Naturdenkmäler

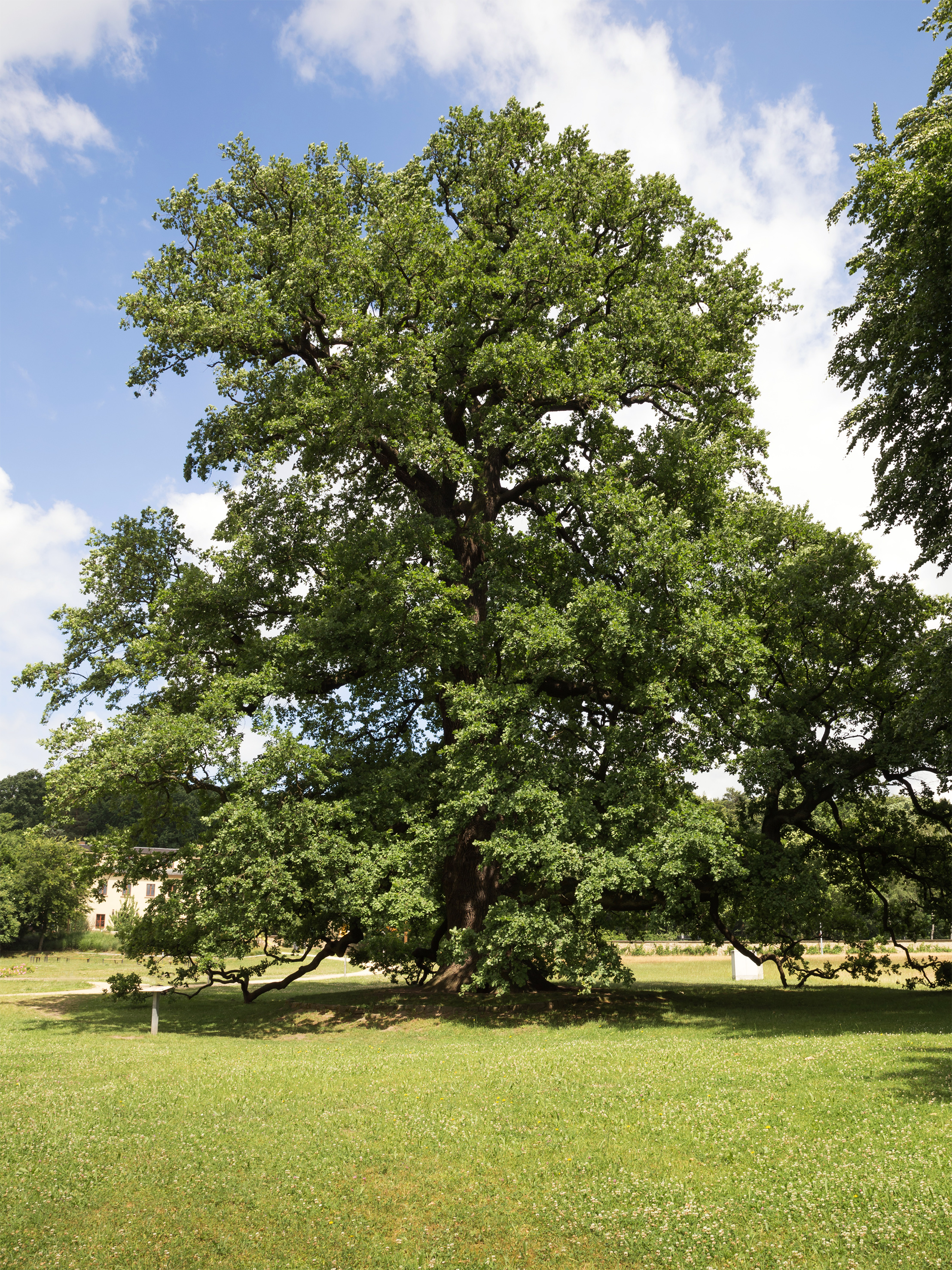
Schöne Eiche

- Schöne Eiche mit einem Brusthöhenumfang von 7,20 m (2016).[8]

## In Graupa geborene Persönlichkeiten
- Frank Leuchte (1942–1992),  Cartoonist und Karikaturist